# 2019年の経済
2019年の経済（2019ねんのけいざい）では、2019年の経済分野に関する出来事について記述する。
2018年の経済 - 2019年の経済 - 2020年の経済

## できごと

### 1月
- 1日 - 東洋ゴム工業が社名を「TOYO TIRE」に変更[1]。
- 7日 - 仮想通貨取引所のCoinbaseはイーサリアム・クラシックのブロックチェーンに「大規模な再編」がみつかり、約1.2億円分が2回利用されたと発表した[2]。17日に仮想通貨取引所Gate.ioはCoinbaseが発表した攻撃を行った者から1085万円分が返還されたと発表した[3]。
- 8日 - 大韓民国の中央銀行は11月の経常収支が50.6億ドルの黒字と発表した。黒字は81ヶ月連続[4]。
- 9日
  - 欧州連合の統計局は11月のユーロ圏失業率が10年ぶりの低水準、7.9%と発表した[5]。
  - ベネズエラの国会は2018年のインフレ率が170万%と発表した[6]。
- 11日
  - 日本の財務省は11月の経常収支(速報値)が7572億円の黒字と発表した。53ヶ月連続の黒字[7]。
  - 日本の総務省は11月の消費支出が前年比0.6%減と発表した[8]。
  - 日本の厚生労働省は2004年から「毎月勤労統計」で不適切な調査が行われていたと発表した[9]。
  - アメリカ合衆国の政府機関の閉鎖が史上最長に並ぶ21日目に入った[10]。
- 18日
  - 欧州中央銀行は11月のユーロ圏の経常収支が200ユーロの黒字と発表した[11]。
  - 日本の文部科学省は12月1日現在の大学生の就職内定率は過去最高の87.9%と発表した[12]。
- 21日 - 中国政府は10-12月期の国内総生産が前年比6.4%増と発表した。28年ぶりの低水準[13]。
- 23日 - 日本の厚生労働省は8月から10月の実質賃金が前年比でマイナスと発表した。不正発覚に伴う修正発表[14]。
- 24日 - フィリピン統計局は2018年の国内総生産が前年比6.2%増と発表した[15]。
- 28日 - オーストラリアの連邦統計局は12月の失業率が9月と並ぶ6年半ぶりの低水準5.0%と発表した[16]。
- 30日
  - チリの中央銀行は政策金利を0.25%引き上げ3%とした[17]。
  - 明石順平弁護士は18年の1月から11月の実質賃金の伸び率の平均がマイナス0.53%であると試算し、厚生労働省は認めた[18][19]。
- 31日 - 欧州連合統計局は10-12月期の域内総生産(速報値)が前期比0.2%増と発表した[20]。通年では前年比1.8%増。

### 2月
- 1日
  - 日本・EU経済連携協定が発効した[21]。
  - 日本の総務省は12月の完全失業率が2.4%と発表した[22]。通年の失業率は2.4%で26年ぶりの低水準
  - ドン・キホーテ・ホールディングス、社名をパン・パシフィック・インターナショナルホールディングスに変更[23]。
- 8日
  - 日本の厚生労働省は2018年の実質賃金公表を見送り、調査対象入替えの影響を含んだ値のみ0.2%増と発表した。調査対象入替えの影響を除いた野党試算では0.5%減[24]。
  - 日本の財務省は12月の経常収支が4528億円の黒字と発表した。54ヶ月連続の黒字[25]。
- 12日
  - 日本の野党は厚生労働省が公表した2018年の前年比0.2%増の実質賃金は実態と合っていないと訴えた。野党は除外されている日雇い労働者を含めた場合、0.3%減になると試算した[26]。
- 14日
  - ドイツ連邦統計庁は10-12月の国内総生産(速報値)が前期比ゼロ%と発表した[27]。
  - 日本内閣府は10-12月の国内総生産が前期比0.3%増と発表した。2018年では0.7%増、10-12月の物価(デフレーター)は前年比0.3%減[28]。
  - マレーシアの中央銀行は10-12月の国内総生産が前年比4.7%増と発表した[29]。
- 15日
  - シンガポール通産省は10-12月の国内総生産(改定値)が前期比1.9%増と発表した[30]。
  - 大韓民国の中央銀行は2018年の経常収支が764.1億ドルの黒字と発表した。黒字は21年連続[31]。
  - 仮想通貨取引所のバイナンス(en:Binance)は5つの通貨(CloakCoin, Modum, SALT, Substratum, Wings)の取引廃止を発表した[32]。
- 19日
  - 欧州中央銀行は12月のユーロ圏の経常収支が160ユーロの黒字と発表した[33]。
  - ドイツのIFO経済研究所は2018年のドイツの経常収支が2940億ドルの黒字と発表した[34]。
  - イギリス国立統計局は10-12月の賃金が前年比3.4%増と発表した[35]。
- 21日 - オーストラリアの統計局は1月のフルタイム雇用が6万5400人増、パートタイム雇用は2万6300人減と発表した[36]。
- 28日
  - アメリカ合衆国商務省は10-12月期の国内総生産が年率換算で前期比2.6%増と発表した。通年では2.9%増[37]。
  - インド統計・計画実施省は10-12月の国内総生産が前年比6.6%増と発表した[38]。
  - スイスの経済省経済事務局は10-12月の国内総生産が前期比0.3%減と発表した。通年では2.5%増[39]。

### 3月
- 1日 - アメリカ合衆国商務省は1月の個人消費支出が前月比0.6%減と発表した。9年ぶりの大幅減少[40]。
- 6日 - オーストラリア連邦統計局は10-12月期の国内総生産が前期率0.2%増と発表した[41]。
- 8日
  - 日本の内閣府は10-12月の国内総生産(2次速報値)が前期比0.5%増と発表した[42]。
  - 日本の財務省は1月の経常収支が6004億円の黒字と発表した。55ヶ月連続の黒字[43]。
  - 日本の総務省は1月の消費支出が前年比2.0%増と発表した[44]。
  - アメリカ合衆国の労働省は2月の失業率が3.8%と発表した[45]。
- 18日 - 日本の文部科学省は2月1日の大学卒業予定者の就職内定率が91.9%と発表した。1998年2月1日の調査開始以来過去最高[46]。
- 19日 - イギリス統計局は11-1月の失業率が、44年ぶりの低水準3.9%と発表した[47]。
- 21日
  - ノルウェーの中央銀行は政策金利を0.25%引き上げ1%とした[48]。
  - オーストラリアの連邦統計局は2月の失業率が約8年ぶりの低水準4.9%と発表した[49]。
  - アルゼンチンの国家統計センサス局は10-12月の国内総生産が前期比1.2%減と発表した。通年では2.5%減[50]。
- 22日
  - 日本の長期金利が2年4ヶ月ぶりの低水準マイナス0.06%となった[51]。
  - ドイツの長期金利が16年10月以来の低水準マイナス0.032%となった[52]。
- 28日
  - 日本の長期金利が2年7ヶ月ぶりの低水準マイナス0.100%となった[53]。
  - ベトナムの統計総局は1-3月の国内総生産が前年比6.8%増と発表した[54]。
  - ウルグアイの中央銀行は10-12月の国内総生産が前年比0.6%増と発表した。通年では1.6%増[55]。
- 29日 - イギリスの国立統計局は10-12月の国内総生産(確報値)が前期比0.2%増と発表した。通年では1.4%増[56]。

### 4月
- 1日
  - 三井生命保険が社名を『大樹生命保険』に変更[57]。
  - 新日鉄住金が社名を『日本製鉄』に変更[58]。
  - 出光興産と昭和シェル石油が経営統合[59]。
  - ふくおかフィナンシャルグループが十八銀行を完全子会社化[60]。
  - 近畿大阪銀行と関西アーバン銀行が合併して『関西みらい銀行』が発足[61]。
  - 山口県内の12すべての総合農協が合併して『山口県農業協同組合』が発足[62]。
- 4日
  - インドの中央銀行は政策金利を0.25%引き上げ6%とした[63]。
  - 大韓民国の中央銀行は2月の経常収支が36億ドルの黒字と発表した。黒字は82ヶ月連続[64]。
- 5日
  - フランスの中央銀行は2月の経常収支が8億ユーロの赤字と発表した[65]。
  - 日本の厚生労働省は2月の実質賃金が前年比で1.1%減と発表した。ただし、調査対象入替えの影響を含んだ値[66]。
  - 日本の総務省は2月の消費支出が前年比1.7%増と発表した[67]。
- 8日 - 日本の財務省は2月の経常収支が2兆6768億円の黒字と発表した。前年同月比25.3%増[68]。
- 10日 - イギリスの国立統計局は2月の国内総生産が前月比0.2%増と発表した[69]。
- 12日
  - シンガポールの通産省は1-3月の国内総生産(速報値)が前期比2.0%増と発表した[70]。
  - ソフトバンクグループは発行社債の利率を1.64%とした。1本当たりの発行額5000億円は国内社債市場としては過去最大[71]。
- 14日 - 大韓民国の中央銀行はアラブ首長国連邦と54億ドル規模の通貨スワップを締結したと発表した[72]。
- 15日 - 仮想通貨取引所のバイナンス(en:Binance)はビットコインSV(en:Bitcoin SV)の上場廃止を発表した。廃止日は22日[73]。
- 17日 - 中国の国家統計局は1-3月の国内総生産が前年比6.4%増と発表した[74]。
- 18日 - 三菱地所が日本最長の50年社債を150億円起債すると発表した。払込み日は4月18日[75]。
- 25日 - 韓国の中央銀行は1-3月の国内総生産(速報値)が前期比0.3%減と発表した[76]。
- 26日
  - アメリカ合衆国の商務省は1-3月の国内総生産(速報値)が年率換算で前期比3.2%増と発表した[77]。
  - ナスダック総合指数とS&P 500の終値が過去最高値となった[78]。
- 30日
  - 欧州連合の統計局は1-3月期の域内総生産(速報値)が前期比0.4%増と発表した[79]。
  - アメリカ合衆国で3月の個人消費支出が10年ぶりの大幅増、前月比0.9%増となった[80]。

### 5月
- 3日
  - ナスダック総合指数の終値が過去最高値の8164.00となった[81]。
  - アメリカ合衆国の労働省が4月の失業率が49年ぶりの低水準、3.6%と発表した[82]。
- 7日 - マレーシアの中央銀行は政策金利を0.25%引き下げ3%とした[83]。
- 8日
  - ニュージーランドの中央銀行は政策金利を0.25%引き下げ1.5%とした[84]。
  - 大韓民国の中央銀行は3月の経常収支(速報値)が48.2億ドルの黒字と発表した。黒字は83ヶ月連続[85]。
- 9日
  - フィリピンの中央銀行は政策金利を0.25%引き下げ4.5%とした[86]。
  - ウォン/ドルが2年4ヶ月ぶりのドル高、1ドル=1179.8ウォンで締め切った[87]。
- 10日
  - イギリスの統計局は1-3月の国内総生産が前期比0.5%増と発表した[88]。
  - 日本の厚生労働省は3月の実質賃金(速報)が前年比で2.5%減と発表した。ただし、調査対象入替えの影響を含んだ値[89]。
  - 日本の総務省は3月の消費支出が前年比2.1%増と発表した[90]。
- 13日 - 日本の内閣府は3月の景気動向指数、基調判断を「悪化」に引き下げた。6年2ヶ月ぶり[91]。
- 14日 - 日本の財務省は3月の経常収支が2兆8479億円の黒字と発表した。2018年度は19兆4144億円の黒字[92]。
- 15日 - 韓国の統計庁は4月の失業率が4.4%と発表した。19年ぶりの高水準[93]。
- 16日 - フランスの国立統計経済研究所は1-3月の失業率が8.7%と発表した。10年ぶりの低水準[94]。
- 17日 - 日本の厚生労働省と文部科学省は4月1日の大学生の就職率が97.6%と発表した。1997年以降で2番目(1番目は去年)の高水準[95]。
- 20日 - 日本の内閣府は1-3月の国内総生産が前期比0.5%増と発表した。輸入(控除項目)は4.6%減で、10年ぶりの大幅減[96]。
- 30日 - アメリカ合衆国の商務省は1-3月の国内総生産(改定値)が年率換算で前期比3.1%増と発表した[97]。
- 31日
  - トルコは1-3月の国内総生産が前期比1.3%増と発表した[98]。
  - インド政府は1-3月の国内総生産が前年比5.8%増と発表した。2018年度は6.8%増[99]。
  - 日本の総務省は4月の完全失業率が2.4%と発表した。有効求人倍率は1.63倍[100]

### 6月
- 4日
  - オーストラリアの中央銀行は政策金利を0.25%引き下げ過去最低の1.25%とした[101]。
  - 南アフリカ統計局は1-3月の国内総生産が前期比3.2%減と発表した。前年比はゼロ成長[102]。
  - 大韓民国中央銀行は1-3月の国内総生産(改定値)が前期比0.4%減と発表した。前年比は1.7%増[103]。
  - 日本の長期金利が2年10ヶ月ぶりの低金利、マイナス0.11%になった[104]。
  - 欧州連合統計局は4月のユーロ圏の失業率が10年ぶりの低水準、7.6%と発表した[105]
- 5日
  - オーストラリア統計局は1-3月の国内総生産が前期比0.4%増と発表した[106]。
  - 大韓民国の中央銀行は4月の経常収支(暫定値)が6.6億ドルの赤字と発表した。7年ぶりの赤字[107]。
- 6日 - インドの中央銀行は政策金利を0.25%引き下げ過去最低の5.75%とした[108]。
- 7日
  - 日本の厚生労働省は4月の実質賃金(速報)が前年比で1.1%減と発表した。ただし、調査対象入替えの影響を含んだ値[109]。
  - 日本の総務省は4月の消費支出が前年比1.3%増と発表した[110]。
  - カナダ統計局は5月の失業率が1976年以降で最も低い5.4%と発表した[111]
- 10日 - 日本の財務省は4月の経常収支が1兆7074億円の黒字と発表した。58ヶ月連続の黒字[112]。
- 11日 - イギリス統計局は2-4月の賃金が前年比3.1%増と発表した。失業率は44年ぶりの低水準に並ぶ3.8%[113]。
- 11日 - ロシアの中央銀行は政策金利を0.25%引き下げ7.5%とした[114]。
- 19日 - 欧州中央銀行は4月のユーロ圏の経常収支が209億ユーロの黒字と発表した[115]。
- 20日
  - アメリカ合衆国の長期金利が2016年11月以来の2%割れ、1.9719%となった[116]。
  - オーストラリアの長期金利は過去最低の1.29%となった[116]。
  - アメリカ合衆国商務省は1-3月の経常収支が前期比9.4%減の1304億ドルの赤字と発表した[117]。
  - 株式指標S&P 500の終値が過去最高の2954.18となった[118]。
- 21日
  - 日本の長期金利が2016年7月以来の低水準、マイナス0.195%となった[119]。
  - 日本の厚生労働省は4月の実質賃金(確報値)が前年比1.4%減と発表した。所定内給与は0.1%減[120]。
  - ニューヨーク金先物の終値が5年9カ月ぶりの高値、1400.10ドルとなった[121]。
  - アルゼンチン国家統計センサス局は1-3月の国内総生産が前年比5.8%減と発表した[122]。
- 24日 - ドイツ連邦統計庁は1-3月の実質賃金が前年比1.2%増と発表した[123]。
- 27日
  - アメリカ合衆国商務省は1-3月の個人消費(確定値)が前期比年率0.9%増と発表した[124]。
  - 日本の中央銀行は3月末の家計の現預金が過去2番目に大きい977兆円となり、家計金融資産全体の53.3%。企業の現預金は前年比3.6%増で過去最高の273兆円と発表した[125]。
- 27日
  - ベトナム統計総局は4-6月の国内総生産が前年比6.71%増と発表した。総輸出は9.3%増[126]。
  - アメリカ合衆国で5月の個人消費支出は前月比0.4%増となった[127]。
  - フランス国立統計経済研究所は5月の消費支出は前月比0.4%増となった[128]。

### 7月
- 1日 - 欧州連合5月のユーロ圏の失業率が2008年7月以来の低水準、7.5%となった[129]
- 2日
  - ベネズエラの野党議員は1-3月の国内総生産が前年比39.9%減と発表した[130]。
  - 日本の財務省は2018年度の税収が、過去最高の60兆3564億円と発表した[131]。
- 3日
  - NYダウ平均株価は過去最高の2万6966.00ドルで終えた。ナスダック総合指数も過去最高の8170.23、S&P 500も過去最高の2995.82[132]。
  - ニューヨーク金先物の清算値が6年2カ月ぶりの高値、1424.50ドルとなった[133]。
  - ルクセンブルクの資産証券化企業アルジェントと、暗号通貨取引所ロンドン・ブロック・エクスチェンジがイギリス当局管理下でビットコイン建て債権を発行すると発表した[134]。
- 4日 - 大韓民国の中央銀行は5月の経常収支(速報値)が49.5億ドルの黒字と発表した[135]。
- 5日
  - フランスの中央銀行は5月の経常収支が32.8億ユーロの赤字と発表した[136]。
  - 日本の総務省は5月の消費支出が前年比4.0%増と発表した[137]。
- 8日 - 日本の財務省は5月の経常収支が1兆5948億円の黒字と発表した。59ヶ月連続の黒字[138]。
- 9日 - 日本の厚生労働省は5月の実質賃金(速報)が前年比1.0%減と発表した。所定内給与は0.6%減[139]。
- 11日 - NYダウ平均株価は過去最高の2万7088.08ドルで終えた。S&P 500も過去最高の2999.91[140]。
- 12日 - シンガポールの通産省は4-6月の国内総生産(速報値)が前期比3.4%減と発表した。約7年ぶりの大幅減少[141]。
- 15日
  - 中国の国家統計局は4-6月の国内総生産が前年比6.2%増と発表した[142]。
  - NYダウ平均株価は過去最高の2万7359.16ドルで終えた[143]。
  - ナスダック総合指数は過去最高の8258.19で終えた[144]。
- 18日
  - インドネシアの中央銀行は政策金利を0.25%引き下げ5.75%とした[145]。
  - 大韓民国の中央銀行は政策金利を0.25%引き下げ1.5%とした[146]。
  - NY金先物は時間外で6年ぶり、1448ドル台の高値を付けた[147]。
- 19日 - 欧州中央銀行は5月のユーロ圏の経常収支が300億ユーロの黒字と発表した[148]。
- 25日
  - トルコの中央銀行は政策金利を4.25%引き下げ19.75%とした[149]。
  - 大韓民国の中央銀行は4-6月の国内総生産(速報値)が前期比1.1%増と発表した[150]。
- 26日
  - ロシアの中央銀行は政策金利を0.25%引き下げ7.25%とした[151]。
  - アメリカ合衆国の商務省は4-6月の国内総生産(速報値)が年率計算前期比2.1%増と発表した[152]。
  - S&P500種株価指数が過去最高の3025.86で終えた。ナスダック総合指数も過去最高、8330.21[153]。
- 27日 - 日本の厚生労働省は5月の実質賃金(確報値)が前年比1.3%減と発表した。所定内給与は0.6%減[154]。
- 30日 - 日本の総務省は6月の完全失業率が前月比0.1%減の2.3%と発表した。女性の失業率は28年4ヶ月ぶりの低水準の2.0%[155]。
- 31日
  - アメリカ合衆国の中央銀行は政策金利を0.25%引き下げ2.0 - 2.25%とした[156]。
  - 香港当局は4-6月の域内総生産が前期比0.3%減と発表した[157]。

### 8月
- 1日 - ブラジルの中央銀行は政策金利を0.5%引き下げ6%とした[158]。
- 6日
  - 日本の厚生労働省は6月の実質賃金(速報)が前年比0.5%減と発表した。所定内給与は0.1%増[159]。
  - 日本の総務省は6月の消費支出が前年比2.7%増と発表した[160]。
  - 大韓民国の中央銀行は6月の経常収支(速報値)が63.8億ドルの黒字と発表した。2ヶ月連続の黒字[161]。
- 7日
  - ニューヨーク金先物が一時6年4カ月ぶりの高値、1522.7ドルとなった。長期金利は2年10カ月ぶり低水準、1.59%[162]。
  - インドの中央銀行は政策金利を0.35%引き下げ2010年以来の低水準、5.4%とした[163]。
  - タイの中央銀行は政策金利を0.25%引き下げ1.5%とした[164]。
  - 中国の中央銀行は人民元の対ドル基準値を11年ぶりの元安、6.9996元とした。始値は7.0369元[165]。
  - ニュージーランドの中央銀行は政策金利を0.5%引き下げ過去最低の1%とした[166]。
- 8日
  - 東京金先物の清算値が5128円となった。金先物取引が始まった1982年以降の最高値[167]。
  - 日本の財務省は1-6月の経常収支が前年比4.3%減、10兆4676億円の黒字と発表した。サービス収支の黒字は1996年以降で初めて[168]。
- 9日
  - 日本の内閣府は4-6月の国内総生産(速報値)が前期比0.4%増と発表した。設備投資は1.5%増[169]。
  - イギリスの国家統計局は4-6月の国内総生産が前期比0.2%減と発表した。8年半ぶりのマイナス[170]。
  - 日本の長期金利が3年ぶりの低水準、マイナス0.225%となった[171]。
- 13日
  - イギリス統計局は4-6月の賃金が11年ぶりの高成長、前年比3.7%増と発表した[172]。
  - 中国の中央銀行は人民元の対ドル基準値を2008年3月以来の元安、7.0326元とした[173]。
  - ニューヨーク連銀が4-6月調査で家計債務が過去最大の13.86兆ドルと発表した。前期比1.4%増[174]。
- 14日
  - ドイツ連邦統計庁は4-6月の国内総生産(速報値)が前期比0.1%減と発表した[175]。
  - フランスの国立統計経済研究所は4-6月の失業率が8.5%と発表した。2008年9-12月以来の低水準[176]。
- 15日
  - メキシコの中央銀行は政策金利を0.25%下げ8%とした。5年ぶりの利下げ[177]。
  - 東京金先物の清算値が5155円となった。過去最高値更新は今月4回目[178]。
- 16日
  - 日本の長期金利が3年ぶりの低水準、マイナス0.255%となった[179]。
  - 香港当局は4-6月の域内総生産(確定値)が前年比0.5%増と発表した[180]。
  - インターコンチネンタル取引所 (Intercontinental Exchange)配下のBakkt(Bakkt)はビットコイン先物取引を9月23日に開始すると発表した[181]。
- 19日
  - タイ国家経済社会開発庁は4-6月の国内総生産が前年比2.3%増と発表した[182]。
  - 欧州中央銀行は6月のユーロ圏の経常収支が180億ユーロの黒字と発表した[183]。
- 22日
  - インドネシアの中央銀行は政策金利を0.25%引き下げ5.5%とした[184]。
  - ベネズエラの最大手百貨店チェーンTrakiは49小売店で暗号通貨での支払いを受け入れ始めた。受け入れ通貨は10種類[185]。
  - 中国の中央銀行は人民元の対ドル基準値を2008年3月以来の元安、7.0572元とした。市場でも7.0955元と11年ぶりの元安[186]。
- 26日
  - 東京金先物の清算値が5206円となった。過去最高値更新は今月6回目[187]。
  - 日本の厚生労働省は6月の実質賃金(確報値)が前年比0.5%減と発表した。所定内給与は0.1%減[188]。
- 27日 - ニューヨーク金先物が一時6年4カ月ぶりの高値、1551.8ドルとなった[189]。
- 28日 - アイスランドの中央銀行は政策金利を0.25%引き下げ過去最低の3.5%とした[190]。
- 29日
  - アメリカ合衆国の商務省は4-6月の国内総生産(改定値)が年率計算前期比2.0%増と発表した[191]。
  - 日本の長期金利が3年ぶりの低水準、マイナス0.290%となった[192]。
  - 日本の2018年の賃金が21年で8.2%減となった。経済協力開発機構の統計で先進国で唯一の減少が明らかになった[193]。
- 30日
  - カナダの統計局は4-6月の国内総生産が年率計算前期比3.7%増と発表した[194]。
  - アメリカ合衆国の商務省は7月の個人消費支出が前月比0.6%増と発表した[195]。
  - NZドルが対ドルで4年ぶりの安値、0.6291ドルとなった[196]。
  - 中国の中央銀行は人民元の対ドル基準値を2008年3月以来の元安、7.0879元とした。市場も7.1495元と11年ぶりの元安で始まった[197]。
  - 日本の総務省は7月の完全失業率が前月比0.1%減の2.2%と発表した。26年9ヶ月ぶりの低水準[198]。

### 9月
- 2日 - 日本の財務省が2018年度の利益剰余金(内部留保)は前年比3.7%増の463兆1308億円と発表した。7年連続過去最高[199]。
- 3日
  - チリの中央銀行は政策金利を0.5%引き下げ2%とした[200]。
  - 大韓民国の中央銀行は4-6月の国内総生産(改定値)が前期比1.0%増と発表した[201]。
- 4日
  - 日本の長期金利が2016年7月以来の低水準、マイナス0.295%となった[202]。
  - ニューヨーク金先物が一時6年5カ月ぶりの高値、1560.4ドルとなった[203]。
- 5日
  - スイスの経済省経済事務局は10-12月の国内総生産が前期比0.3%減と発表した。通年では2.5%増[204]。
  - 大韓民国の中央銀行は7月の経常収支(暫定)が69.5億ドルの黒字と発表した。3ヶ月連続の黒字[205]。
  - 田中貴金属の純金小売価格が5325円となった。1980年2月以来の高値[206]。
- 6日
  - ロシアの中央銀行は政策金利を0.25%引き下げ7%とした[207]。
  - 日本の厚生労働省は7月の(調査対象入替えの影響を含んだ)実質賃金(速報)が前年比0.9%減と発表した。所定内給与は0.6%減[208]。
  - 日本の総務省は7月の消費支出が前年比0.8%増と発表した[209]。
- 9日 - 日本の内閣府は4-6月の国内総生産(改定値)が前期比0.3%増と発表した。設備投資は0.2%増[210]。
- 10日 - イギリス統計局は5-7月の賃金が11年ぶりの高成長、前年比3.8%増と発表した[211]。
- 11日 - 韓国の統計庁は8月の失業率が3.0%と発表した[212]。
- 12日
  - 欧州中央銀行は政策金利を0.1%引き下げマイナス0.5%とした[213]。
  - トルコの中央銀行は政策金利を3.25%引き下げ16.5%とした[214]。
  - ベトナムの中央銀行は政策金利を0.25%引き下げ貸付基準利率を6%、基準割引率を4%とした[215]。
- 18日 - アメリカの中央銀行は政策金利を0.25%引き下げ1.75 - 2.0%とした[216]。
- 19日
  - インドネシアの中央銀行は政策金利を0.25%引き下げ5.5%とした[217]。
  - アルゼンチンの国家統計センサス局は4-6月の国内総生産が前年比0.6%増と発表した。失業率は10.6%で前年比1%増[218]。
  - アメリカ合衆国商務省は4-6月の経常収支の赤字が前期比5.9%減の1281.88億ドルと発表した[219]。
  - 欧州中央銀行は7月のユーロ圏の経常収支が205.4億ユーロの黒字と発表した[220]。
- 20日
  - Messari（メサーリ）はイーサリアムの日間総手数料がビットコインを上回ったと発表した[221]。
  - 日本の厚生労働省は7月の実質賃金(確報値)が前年比1.7%減と発表した。所定内給与は0.1%増[222]。
- 23日 - 取引所のBakktは現物引渡し型ビットコインの先物取引を23日から開始する[223]。
- 27日
  - アメリカ合衆国商務省は8月の個人消費支出が前月比0.1%増と発表した。物価は前月比0.1%上昇[224]。
  - ユーロ/ドルが一時2年4ヶ月ぶりのユーロ安、1.0904ドルとなった[225]。

### 10月
- 1日
  - オーストラリアの中央銀行は政策金利を0.25%引き下げ1%とした[226]。
  - 日本の総務省は8月の就業者数が19万人増の6735万人と発表した。季節調整前の原数値では80ヶ月連続増加[227]。
- 4日
  - インドの中央銀行は政策金利を0.25%引き下げ5.15%とした[228]。
  - アメリカ合衆国労働省は9月の失業率が3.5%と発表した。50年ぶりの低水準[229]。
  - 下関港に帰港した捕鯨船3隻(母船「日新丸」)は、計1430トンの鯨肉などを入手した。31年ぶりの商業捕鯨[230]。
- 8日
  - 日本の財務省は8月の経常収支が2兆1577億円の黒字と発表した。黒字は62ヶ月連続[231]。
  - 日本の総務省は8月の消費支出が前年比1.0%増と発表した[232]。
- 10日 - イギリスの国家統計局は6-8月の国内総生産が前期比0.3%増と発表した[233]。
- 11日 - トヨタ自動車のグループ会社トヨタファイナンスは発行額200億円の3年社債を応募者利回りゼロ%と発表した。利回りゼロは日本の普通社債で初めて[234]。
- 16日 - 大韓民国の中央銀行は政策金利を0.25%引き下げ1.25%とした[235]。
- 17日 - ロシアの経済発展省は7-9月の国内総生産が前年比1.9%増と発表した[236]。
- 18日
  - 中国の国家統計局は7-9月の国内総生産が前年比6.0%増と発表した。1992年(統計開始)以来最低の伸び率[237]。
  - ベネズエラの中央銀行は1-3月の国内総生産が前年比26.8%減と発表した。1997年(現在の統計発表方法開始)以来、過去最低[238]。
- 24日
  - トルコの中央銀行は政策金利を2.5%引き下げ14%とした[239]。
  - 大韓民国の中央銀行は7-9月の国内総生産(速報値)が前期比0.4%増と発表した[240]。
- 25日
  - ロシアの中央銀行は政策金利を0.5%引き下げ6.5%とした[241]。
  - 欧州中央銀行と中国の中央銀行は500億ドル規模の通貨スワップ協定を3年延期した[242]。
- 28日 - 欧州連合(EU)はイギリスのEU離脱期限を来年の1月31日への延期で合意したと発表した[243]。
- 30日
  - ブラジルの中央銀行は政策金利を0.5%引き下げ過去最低の5%とした[244]。
  - アメリカ合衆国の商務省は7-9月の国内総生産(速報値)が年率計算前期比1.9%増と発表した[245]。
- 31日
  - 欧州連合の統計局は7-9月期の域内総生産(速報値)が前期比0.2%増と発表した[246]。
  - アメリカ合衆国の商務省は9月の個人消費支出が前月比0.2%増と発表した[247]。
  - 香港政府統計処は7-9月の域内総生産(見込み値)が前年比2.9%減と発表した[248]。

### 11月
- 1日
  - アメリカ合衆国株式市場のS&P 500とナスダック総合指数が終値で過去最高となった[249]。
  - アメリカ合衆国の労働省は10月の非農業部門の雇用者数が前月比12.8万人増と発表した[250]。
  - 日本の総務省は9月の完全失業率が前月比0.2%増の2.4%と発表した[251]。
- 5日 - インドネシア中央統計局は7-9月の国内総生産が前年比5.02%増と発表した[252]。
- 8日
  - 日本の厚生労働省は9月の実質賃金(速報値)が前年比0.6%増と発表した。所定内給与は0.5%増[253]。
  - 日本の総務省は9月の消費支出が前年比9.5%増と発表した。消費税増税前の駆け込み需要[254]。
  - 経済協力開発機構は多国籍企業による税逃れの防止策を正式発表した[255]。
  - アメリカ合衆国株式市場のダウ平均株価とナスダック総合指数とS&P 500が終値で過去最高となった[256]。
  - インドネシアの中央銀行は7-9月の経常収支(速報値)が76.65億ドルの赤字と発表した。赤字幅は前期から6%減少[257]。
- 11日 - 日本の財務省は9月の経常収支が1兆6129億円の黒字と発表した。黒字は63ヶ月連続[258]。
- 13日
  - オーストラリアの連邦統計局は7-9月の賃金価格指数が前期比0.5%増と発表した[259]。
  - ニューヨーク連銀が7-9月の家計債務が過去最大の13.95兆ドルと発表した。前期比0.7%増[260]。
- 14日
  - メキシコの中央銀行は政策金利を0.25%下げ7.5%とした[261]。
  - 日本の内閣府は7-9月の国内総生産(速報値)が前期比0.2%増と発表した。設備投資は0.9%増[262]。
  - ドイツ連邦統計庁は7-9月の国内総生産(速報値)が前期比0.1%増と発表した[263]。
  - フランスの国立統計経済研究所は7-9月の失業率が8.6%と発表した[264]。
- 15日
  - 香港当局は7-9月の域内総生産が前期比3.2%減と発表した[265]。
  - アメリカ合衆国株式市場のダウ平均株価とナスダック総合指数とS&P 500が終値で過去最高となった[266]。
  - トルコの統計局は7-9月の失業率が14.0%と発表した。若者の失業率は過去最悪の27.4%[267]。
- 18日 - アメリカ合衆国株式市場のダウ平均株価が終値で過去最高の2万8036.22ドルとなった[268]。
- 19日
  - 欧州中央銀行は9月のユーロ圏の経常収支が282億ユーロの黒字と発表した[269]。
  - アメリカ合衆国株式市場のナスダック総合指数が終値で過去最高の8570.66となった[270]。
- 25日 - メキシコの中央銀行は7-9月の経常収支が20.13億ドルの黒字と発表した。黒字は2四半期連続[271]。
- 27日
  - メキシコ国立統計地理情報院は7-9月の国内総生産(確定値)が前期比0.01%増と発表した。前年比は0.3%減[272]。
  - アメリカ商務省は7-9月の国内総生産(改定値)が年率換算前期比2.1%増と発表した[273]。
  - アメリカ合衆国の商務省は7月の個人消費支出が前月比0.6%増と発表した[274]。
  - アメリカ合衆国株式市場のダウ平均株価、ナスダック総合指数とS&P 500が終値で過去最高の28164.00、8705.18と3153.63となった[275]。
- 28日 - スイス経済省経済事務局は7-9月の国内総生産が前期比0.4%増と発表した。前年比では1.1%増[276]。
- 29日 - インド統計・計画実施省は7-9月の国内総生産(速報値)が前年比4.5%増と発表した[277]。

### 12月
- 3日 - オーストラリア連邦統計局は7-9月の経常収支が79.0億豪ドルと発表した[278]。
- 4日 - オーストラリア統計局は1-3月の国内総生産が前期比0.4%増と発表した[279]。
- 5日
  - 大韓民国の中央銀行は10月の経常収支(速報)が78.3億ドルの黒字と発表した[280]。
  - 日本の財務省が7-9月の利益剰余金(内部留保)は前年比4.0%増の471兆円と発表した。過去最高を更新[281]。
  - フィリピンの統計庁が10月の失業率は前年比0.6%減の4.5%と発表した。前月比0.9%減[282]。
- 6日
  - 日本の総務省は10月の消費支出が前年比5.1%減と発表した。3年7ヶ月ぶりの落ち込み[283]。
  - 日本の厚生労働省は10月の実質賃金(速報値)が前年比0.1%増と発表した。所定内給与総額は前年比0.5%増加[284]。
  - 日本の企業の社債による調達額が過去最高の13兆9575億円となった[285]。
  - アメリカ合衆国労働省は11月の失業率が3.5%と発表した。半世紀ぶりの低水準[286]。
- 9日
  - 日本の内閣府は7-9月の国内総生産(改定値)が前期比年率1.8%増と発表した。設備投資は1.8%増[287]。
  - 日本の財務省は10月の経常収支が1兆8168億円の黒字と発表した。64ヶ月連続の黒字[287]。
- 11日 - サウジアラビアの国営石油会社サウジアラムコが国内で株式を上場し、時価総額は約1兆8770億ドルとなり、Appleを上回る世界最大の上場会社になった[288]。
- 12日 - トルコの中央銀行は政策金利を2%引き下げ12%とした[289]。
- 13日
  - ロシアの中央銀行は政策金利を0.25%引き下げ6.25%とした[290]。
  - ポンドが対ドルで1日に2.7%上昇し、1.35ドルとなった。イギリス総選挙の出口調査の影響[291]。
  - アメリカ合衆国株式市場のナスダック総合指数が終値で過去最高の8734.88となった[292]。
- 17日 - アルゼンチンの国家統計センサス局は7-9月の国内総生産が前年比1.7%減と発表した[293]。
- 19日
  - スウェーデンの中央銀行はマイナスの政策金利を0.25%引き上げゼロとした[294]。
  - アルゼンチンの中央銀行は政策金利を5%引き下げ58%とした[295]。
  - オーストラリアの連邦統計局は11月の失業率が5.2%と発表した[296]。
- 20日
  - 日本の債券市場で長期金利が9ヶ月ぶりにプラス(0.005%)となった[297]。
  - 欧州中央銀行は10月のユーロ圏の経常収支が324億ユーロの黒字と発表した[298]。
  - イギリスの国家統計局は7-9月の国内総生産(確報値)が前期比0.4%増と発表した[299]。
  - イギリスの国家統計局は7-9月の経常収支が158.6億ポンドの赤字と発表した[299]。
  - アメリカ合衆国の商務省は11月の個人消費支出が前月比0.4%増と発表した[300]。
  - アメリカ合衆国株式市場のダウ平均株価は過去最高の2万8455.09ドルで終えた。ナスダック総合指数も過去最高の8924.96[301]、S&P 500も過去最高の3221.22[302]。
  - 日本の厚生労働省は10月の実質賃金(確報値)が前年比0.4%減(速報値は0.1%増)と発表した。所定内給与総額は前年比0.2%増加[303]。
- 26日
  - アメリカ合衆国株式市場のナスダック総合指数は過去最高の9022.39で終えた[304]。
- 27日
  - アメリカ合衆国株式市場のダウ平均株価は過去最高の2万8645.26ドルで終えた。S&P 500も過去最高の3240.02[305]。
  - 日本の総務省は11月の失業率が前月比0.2%減の2.2%と発表した。就業者数は83ヶ月連続で増加[306]。
  - 田中貴金属工業は金価格が40年ぶりの高値、5343円と発表した。2019年の買い取り量は前年の1.9倍[307]。
- 31日 - マカオ政府統計調査局は9-11月の失業率が前月比0.1%減で過去最良水準の1.7%と発表した[308]。

## 企業の上場と上場廃止
- 上場廃止(東証1)：1月8日 - NTT都市開発[309]
- 上場廃止(東証1)：1月22日 - 大京[309]
- 上場(東証2)：3月5日 - 日本国土開発[310]
- 上場(東証2)：3月12日 - ダイコー通産[310]
- 再上場(NYSE)：3月21日 - リーバイ・ストラウス
- 上場廃止(東証1)：3月25日 - クラリオン[309]
- 上場廃止(東証1)：3月27日 - パイオニア[309]
- 上場廃止(東証1)：3月27日 - 昭和シェル石油[309]
- 上場廃止(東証1)：3月27日 - 十八銀行[309]